# Benjamin Dass
Benjamin Dass (født 15. august 1706 på Skar i Herø på Helgeland, død 5. maj 1775 i København) var en norsk skolemand. Han var brodersøns søn til Petter Dass.
Han blev student 1726, studerede klassisk filologi, teologi og filosofi og blev 1734 rektor ved Trondhjems Skole. Med stor iver og nidkærhed tog den 29-årige mand sig af denne skole, der var kommet helt i vanrøgt, rensede den for en hel del umulige disciple og bragte den i det hele til en højde, som næppe nogen anden af samtidens skoler nåede. Dass var imidlertid ikke blot den strenge skolemand, men for mange af sine disciple tillige en faderlig ven, der med opofrende hjælpsomhed fulgte dem også senere hen. Den dygtige mands virksomhed hemmedes imidlertid i ikke ringe grad ved arrogante indgreb fra hans overordnedes side, hvilket bevirkede, at han 1751 afstod rektoratet til sin kæreste Discipel, Gerhard Schöning.